# Dymecodon pilirostris
El topo musaraña pequeño (Dymecodon pilirostris) es una especie de musaraña de la familia Talpidae. Es la única especie del género Dymecodon.

## Distribución geográfica
Es endémica de Japón.